# Karlheinz Brandenburg
Karlheinz Brandenburg (Erlangen, Alemanya, 20 de juny de 1954) és un enginyer de so que va contribuir al format de compressió d'àudio MPEG Audio Layer 3, més conegut com a MP3.

## Biografia
Es va graduar com enginyer industrial en la Universitat d'Erlangen-Nuremberg, concretament en l'especialitat d'Enginyeria Elèctrica (1980) així com en Matemàtiques (1982). El 1989 va obtenir en la mateixa universitat el doctorat en Enginyeria Elèctrica pel seu treball en la codificació digital d'àudio i tècniques de mesura perceptual. Els resultats de la investigació del seu doctorat són la base per als seus assoliments en MPEG-1 Layer 3 (MP3), MPEG-2 Advanced Audio Coding (AAC) i altres esquemes moderns de compressió d'àudio.
Des de 1989 fins a 1990 va treballar amb l'empresa AT&T Laboratoris Bell en Murray Hill, Nova Jersey, Estats Units en ASPEC i MPEG-1 Layer 3. El 1990 va tornar a la Universitat d'Erlangen-Nuremberg i el 1993 va estar al capdavant del departament d'àudio/multimèdia en l'Institut Fraunhofer per a circuits integrats d'Erlangen. Des de 2000, ha estat professor a temps complet en l'institut de tecnologia mediàtica en la Universitat Tècnica d'Ilmenau. A més, és director de l'Institut Fraunhofer para tecnologia mediàtica digital en Ilmenau.
- Brandenburg és fellow de l'Audio Engineering Society (AES) i director del comitè de grup de treball dels estàndards AES SC-06-04 Internet Audio Delivery Systems. Té registrades 27 patents als Estats Units com co-inventor.

## Guardons
- 1990 Guardó de graduació de la facultat tècnica de la Universitat d'Erlangen-Nuremberg
- 1994 Fellow, Audio Engineering Society (AES)
- 1996 Guardó d'Innovació del Govern de Baviera
- 1998 Medalla de Plata, Audio Engineering Society, "per les seues contínues contribucions i lideratge en l'art i ciència de la codificació d'àudio"
- 2000 Guardó del Consell de Govern, Audio Engineering Society
- 2000 Cerimònia del Guardó del Futur Alemany de mans del President Federal d'Alemanya pel desenvolupament del format mp3 lliurat a Karlheinz Brandenburg, Harald Popp i Bernhard Grill
- 2000 Societat d'Electrònica de Consum, IEEE: Premi a l'Excel·lència en Enginyeria, Regió 10
- 2001 Premi Alemany d'Internet NEO
- 2003 Premi per les seues publicacions de la Societat d'Enginyeria d'Àudio
- 2004 Guardó Innovador SPUTNIK
- 2004 Premi Masaru Ibuka de l'Electrònica de Consum IEEE "per les seues destacades contribucions per a la codificació d'àudio digital"